# Medienkommunikation
Medienkommunikation ist ein interdisziplinärer und interfakultär ausgerichteter Studiengang, der an der Schnittstelle von Psychologie, Informatik, Kommunikationswissenschaft und Betriebswissenschaft anzusiedeln ist.
Der Studiengang wird seit 2000 an der Technischen Universität Chemnitz, seit 2010 an der Julius-Maximilians-Universität Würzburg, seit 2014 an der RWTH Aachen und seit 2020 an der Internationalen Hochschule SDI mit den Abschlüssen Bachelor und Master angeboten. Alle Studiengänge sind empirisch-sozialwissenschaftlich ausgerichtet, hierbei zeigt der Würzburger Studiengang allerdings eine Präferenz für quantitative Methoden und schließt im Gegensatz zu anderen Medienstudiengänge mit einem Bachelor bzw. Master of Science ab.

## Studieninhalte
Der Studiengang vermittelt Medienkompetenzen aus unterschiedlichen Perspektiven einzelner Disziplinen und qualifiziert für sehr verschiedene medienbezogene Berufsfelder. Folgende Studieninhalte werden u. a. abgedeckt: Kommunikation, Kommunikationspsychologie, Medienwissenschaft, Medienproduktion und -analyse, Medienpsychologie, Mediensoziologie, Mediendidaktik, Instruktionspsychologie, Medieninformatik, Medienpraxis, Medientechnik, Methoden der Medienforschung und Wirtschaft, Marketing, Werbung. Das Studium beinhaltet zudem ein Praktikum in einer Organisation der IT- und Medienbranche und schließt mit der Bachelor- bzw. Masterarbeit.

## Berufliche Perspektiven
Aufgrund der zunehmenden Diversifikation der Berufsfelder im Medienbereich stehen den Absolventen der Medienkommunikation eine Vielzahl beruflicher Möglichkeiten offen. Neben einer wissenschaftlichen Karriere (nach Abschluss des Bachelors: Master, Promotion, Habilitation) eröffnen sich folgende Gebiete:
- Medienmanagement/Medienwirtschaft
- Organisationskommunikation
- Marketing-, Werbe- und Markenkommunikation
- Journalismus
- Medien-, Meinungs- und Marktforschung
- Digitale Lehr-Lern-Medien und Medienpädagogik
- Digitale Medienproduktion

## Zulassungsvoraussetzungen
Die Zulassung zum Studium setzt die allgemeine Hochschulreife voraus. Als zulassungsbeschränkter Studiengang erfolgt die Bewerbung direkt bei der Universität, die Auswahl der Studierenden erfolgt dann nach bestimmten Quoten (z. B. nach dem Grad der Qualifikation, nach Wartezeit etc.).

## Verwandte Studiengänge (Auswahl)
- Medienkommunikation & Journalismus
- Bachelor-Studiengang Medien-Kommunikation-Gesellschaft